# KOREN
KOREN(차세대 네트워크 선도 연구시험망)은 초고속정보통신기반구축 종합추진계획의 일환으로 초고속 정보통신망의 효율적 구축을 위한 제반 기술의 타당성, 적합성 검증을 지원하고 초고속정보통신망을 통해 제공될 응용 서비스와 관련 이용 기술의 개발과정 및 결과를 확인하고 검증하기 위해 구축하는 시험망이다. 초기에는 ‘광대역통합연구개발망’이라는 명칭으로 시작했으나 현재는 ‘초연결 지능형 연구개발망’으로 개칭되었다. 선도시험망 구축사업은 1995년 서울-대전 간 백본 망 구축을 시작으로 추진되기 시작했으며, 현재는 전국 10개 대도시 지역(서울, 수원, 대전, 광주, 대구, 부산, 제주, 판교, 전주, 춘천)을 10Gbps~360Gbps로 연결하는 백본망을 구축 운영하고 있다. 또한, 국제연구망(APII, TEIN)등과 연동되어 있다.

## 같이 보기
- 초고속정보통신기반구축 종합추진계획